# Fraueneishockey-Bundesliga 2021/22
Die Saison 2021/22 war die 33. Austragung der Fraueneishockey-Bundesliga in Deutschland. Die Ligadurchführung erfolgte durch den Deutschen Eishockey-Bund. Die Hauptrunde begann am 25. September 2021. Erstmals sollten in dieser Saison alle Spiele der DFEL im Livestream angeboten werden, was im Saisonverlauf technisch jedoch nicht immer funktionierte. Dabei haben die Vereine Vereinbarungen mit unterschiedlichen Streaminganbietern abgeschlossen. Den Meistertitel sicherten sich erstmals in der Vereinsgeschichte die Frauen des ERC Ingolstadt durch einen 3:1-Sieg im Playoff-Finale. Aufgrund der Covid-19-Pandemie kam es auch in dieser Saison zu einer Reihe an Spielverlegungen und Spielausfällen und auch die geplante „Round-Robin-Runde“ für die Mannschaften auf den Plätzen 5–7 konnte nicht stattfinden.

## Modus
Wie in der Vorsaison spielten die Bundesliga-Vereine zunächst eine Doppelrunde aus, die im Januar und Februar für die Olympischen Winterspiele in Peking unterbrochen werden sollten. Die bisherige Drei-Punkteregelung wurde beibehalten, so dass bei einem Sieg in der regulären Spielzeit die siegreiche Mannschaft drei Punkte, die unterlegene gar keinen Punkt erhielt. Bei einem Unentschieden nach der regulären Spielzeit erhielten beide Mannschaften jeweils einen Punkt. Der Sieger der anschließenden Verlängerung oder des Penaltyschießens erhielt einen Zusatzpunkt.
Anschließend wurden wieder Play-offs mit Halbfinale und Finale für die Teams der Plätze 1 bis 4 zur Bestimmung des Deutschen Meisters ausgespielt, wobei erstmals das Format „Best of Five“ gewählt wurde. Die Mannschaften auf den Plätzen 5–7 sollten ursprünglich in einer Einfachrunde („Round-Robin-Runde“) einen Absteiger ausspielen. Zu dieser Runde kam es jedoch aufgrund der Covid-19-Pandemie nicht.

## Teilnehmende Mannschaften
| Klub                    | Ort               | Stadion                 | Kapazität |
| ----------------------- | ----------------- | ----------------------- | --------- |
| ESC Planegg             | Grafing b.München | Eisstadion Grafing      | 1.730     |
| EC Bergkamen            | Bergkamen         | Eishalle Bergkamen      | 500       |
| Eisbären Juniors Berlin | Berlin            | Wellblechpalast         | 4.695     |
| ECDC Memmingen          | Memmingen         | Eissporthalle Memmingen | 3.700     |
| ERC Ingolstadt          | Ingolstadt        | Saturn-Arena            | 4.816     |
| Maddogs Mannheim        | Mannheim          | SAP Arena Halle Süd     | 1.500     |
| KEC „Die Haie“          | Köln              | Kölnarena 2             | 1.800     |

Die Liga bestand aus den sieben Mannschaften der Vorsaison.

## Hauptrunde

### Kreuztabelle
|                         | ECB                                                                        | MEM                                                                        | ERCI                                                                       | PLA                                                                    | EJB                                                                        | KEC                                                            | MAN                                                                    |
| ----------------------- | -------------------------------------------------------------------------- | -------------------------------------------------------------------------- | -------------------------------------------------------------------------- | ---------------------------------------------------------------------- | -------------------------------------------------------------------------- | -------------------------------------------------------------- | ---------------------------------------------------------------------- |
| EC Bergkamener Bären    |                                                                            | 1:5 (0:0,1:2,0:3) Spielbericht 0:10 (0:4,0:4,0:2) Spielbericht             | 1:2 (0:1,1:0,0:0,0:0,0:1) (SO) Spielbericht 1:7 (0:2,1:2,0:3) Spielbericht | 0:5 (0:2,0:3,0:0) Spielbericht 0:4 (0:3,0:1,0:0) Spielbericht          | 3:4 (1:2,1:1,1:1) Spielbericht 1:2 (0:0,1:0,0:1,0:0,0:1) (SO) Spielbericht | 1:3 (1:2,0:0,0:1) Spielbericht 6:0 (3:0,3:0,0:0) Spielbericht  | 2:5 (0:3,0:1,2:1) Spielbericht 2:7 (1:3,1:3,0:1) Spielbericht          |
| ECDC Memmingen Indians  | 4:2 (1:0,2:1,1:1) Spielbericht 4:2 (3:2,0:0,1:0) Spielbericht              |                                                                            | 2:4 (2:1,0:0,0:3) Spielbericht 1:5 (0:2,1:2,0:1) Spielbericht              | 0:2 (0:1,0:0,0:1) Spielbericht 2:1 (1:0,0:0,0:1,1:0) (OT) Spielbericht | 11:0 (4:0,6:0,1:0) Spielbericht 7:4 (2:1,2:1,3:2) Spielbericht             | 7:0 (1:0,4:0,2:0) Spielbericht 12:0 (4:0,4:0,4:0) Spielbericht | 2:1 (0:1,1:0,1:0) Spielbericht 2:3 (1:1,1:1,0:0,0:1) (OT) Spielbericht |
| ERC Ingolstadt          | 4:0 (0:0,4:0,0:0) Spielbericht 2:1 (1:1,1:0,0:0) Spielbericht              | 3:2 (0:0,2:0,0:2,1:0) (OT) Spielbericht 1:3 (0:3,0:0,1:0) Spielbericht     |                                                                            | 0:3 (0:2,0:1,0:0) Spielbericht 5:1 (0:0,1:0,4:1) Spielbericht          | 3:0 (2:0,0:0,1:0) Spielbericht 4:1 (1:0,2:1,1:0) Spielbericht              | Ausfall                                                        | 4:6 (2:1,1:2,1:3) Spielbericht 5:2 (0:0,0:2,5:0) Spielbericht          |
| ESC Planegg             | 3:2 (1:1,2:0,0:1) Spielbericht 2:4 (0:1,1:0,1:3) Spielbericht              | 8:2 (0:1,2:1,6:0) Spielbericht 2:1 (0:0,1:1,1:0) Spielbericht              | 5:1 (2:0,3:0,0:1) Spielbericht 3:4 (3:1,0:3,0:0) Spielbericht              |                                                                        | 3:2 (0:1,2:0,1:1) Spielbericht 7:0 (2:0,4:0,1:0) Spielbericht              | 5:2 (2:0,0:1,3:1) Spielbericht 5:4 (2:2,2:1,1:1) Spielbericht  | 2:0 (2:0,0:0,0:0) Spielbericht 2:1 (1:0,0:1,1:0) Spielbericht          |
| Eisbären Juniors Berlin | 3:0 (2:0,0:0,1:0) Spielbericht 8:2 (3:2,2:0,3:0) Spielbericht              | 4:3 (1:0,1:1,1:2,0:0,1:0) (SO) Spielbericht 1:2 (0:0,0:2,1:0) Spielbericht | 4:2 (0:0,1:1,3:1) Spielbericht 0:2 (0:2,0:0,0:0) Spielbericht              | 1:4 (0:2,1:1,0:1) Spielbericht 1:6 (1:2,0:1,0:3) Spielbericht          |                                                                            | Ausfall                                                        | Ausfall                                                                |
| KEC „Die Haie“          | 4:3 (0:0,3:2,0:1,0:0,1:0) (SO) Spielbericht 4:7 (2:3,2:2,0:2) Spielbericht | Ausfall                                                                    | 2:6 (0:3,1:2,1:1) Spielbericht 1:4 (0:3,0:1,1:0) Spielbericht              | 1:5 (0:0,0:2,1:3) Spielbericht 1:6 (1:2,0:1,0:3) Spielbericht          | 2:3 (0:0,2:1,0:2) Spielbericht 2:3 (1:2,1:1,0:0) Spielbericht              |                                                                | 1:3 (1:1,0:1,0:1) Spielbericht 1:7 (0:3,0:2,1:2) Spielbericht          |
| Mad Dogs Mannheim       | 2:1 (2:0,0:1,0:0) Spielbericht 5:3 (1:0,1:2,3:1) Spielbericht              | 1:2 (0:0,0:2,1:0) Spielbericht 1:4 (0:2,0:0,1:2) Spielbericht              | 4:3 (3:0,1:2,0:1) Spielbericht 3:1 (2:1,0:0,1:0) Spielbericht              | 3:2 (0:0,2:1,1:1) Spielbericht 2:4 (0:0,1:2,1:2) Spielbericht          | 1:0 (0:0,1:0,0:0) Spielbericht 5:2 (1:2,1:0,3:0) Spielbericht              | 5:1 (1:0,2:0,2:1) Spielbericht 6:4 (1:1,3:1,2:2) Spielbericht  |                                                                        |

### Tabelle
Aufgrund der Corona-Pandemie wurden nicht alle Spiele ausgetragen und daher der Punktequotient (Punkte pro Spiel) zur Ermittlung der Platzierung definiert.
| Platz | Mannschaft              | Spiele | S  | OTS | OTN | N  | Tore  | Punkte | Pkt/Sp |
| ----- | ----------------------- | ------ | -- | --- | --- | -- | ----- | ------ | ------ |
| 1.    | ESC Planegg             | 24     | 19 | 0   | 1   | 4  | 90:39 | 58     | 2,4    |
| 2.    | ECDC Memmingen Indians  | 22     | 13 | 1   | 3   | 5  | 88:46 | 44     | 2,00   |
| 3.    | Mad Dogs Mannheim       | 22     | 14 | 1   | 0   | 7  | 73:50 | 44     | 2,00   |
| 4.    | ERC Ingolstadt          | 22     | 13 | 2   | 0   | 7  | 72:46 | 43     | 1,96   |
| 5.    | Eisbären Juniors Berlin | 20     | 6  | 2   | 0   | 12 | 43:70 | 22     | 1,10   |
| 6.    | EC Bergkamener Bären    | 24     | 3  | 0   | 3   | 18 | 45:99 | 12     | 0,50   |
| 7.    | Kölner EC „Die Haie“    | 18     | 1  | 1   | 0   | 16 | 33:94 | 5      | 0,28   |

Erläuterungen: Qualifikation für die Playoffs; Abkürzungen: S = Sieg nach regulärer Spielzeit, OTS = Sieg nach Overtime, OTN = Niederlage nach Overtime, N = Niederlage nach regulärer Spielzeit

### Beste Scorerinnen
Abkürzungen:  Sp = Spiele, T = Tore, V = Assists, Pkt = Punkte, SM = Strafminuten; Fett:  Bestwert, Quelle: gamepitch.de
| Spielerin           | Team                    | Sp | T  | V  | Pkt | SM |
| ------------------- | ----------------------- | -- | -- | -- | --- | -- |
| Julia Zorn          | ESC Planegg             | 22 | 27 | 20 | 47  | 6  |
| Laura Kluge         | ECDC Memmingen Indians  | 19 | 16 | 23 | 39  | 4  |
| Franziska Feldmeier | ESC Planegg             | 24 | 15 | 22 | 37  | 4  |
| Tanja Eisenschmid   | ERC Ingolstadt          | 20 | 6  | 29 | 35  | 26 |
| Lilli Welcke        | Mad Dogs Mannheim       | 20 | 21 | 11 | 32  | 12 |
| Luisa Welcke        | Mad Dogs Mannheim       | 19 | 12 | 19 | 31  | 2  |
| Marie Delarbre      | ERC Ingolstadt          | 20 | 14 | 16 | 30  | 22 |
| Sonja Weidenfelder  | ECDC Memmingen Indians  | 20 | 9  | 20 | 29  | 10 |
| Jule Schiefer       | ERC Ingolstadt          | 22 | 17 | 11 | 28  | 8  |
| Laura Lundblad      | Mad Dogs Mannheim       | 20 | 10 | 16 | 26  | 6  |
| Brooke Bonsteel     | Mad Dogs Mannheim       | 22 | 6  | 20 | 26  | 16 |
| Annabella Sterzik1  | Eisbären Juniors Berlin | 20 | 10 | 7  | 17  | 14 |
| Alyssa Hulst2       | KEC „Die Haie“          | 15 | 8  | 8  | 16  | 8  |
| Linda Rulle3        | EC Bergkamener Bären    | 21 | 6  | 8  | 14  | 6  |
| Alina Fiedler4      | Eisbären Juniors Berlin | 19 | 1  | 4  | 5   | 31 |

1 Zum Vergleich: Beste Scorerin von Eisbären Juniors Berlin

2 Zum Vergleich: Beste Scorerin von KEC „Die Haie“

3 Zum Vergleich: Beste Scorerin von EC Bergkamener Bären

4 Zum Vergleich: Spielerin mit den meisten Strafminuten

### Beste Torhüterinnen
Anmerkung: Torhüterinnen, die mindestens 40 % der Gesamtspielzeit ihrer Mannschaft absolvierten; Quelle: gamepitch.de; Abkürzungen:  Sp = Spiele, Min = Eiszeit (in Minuten), GT = Gegentore, Sv% = gehaltene Schüsse (in %), GTS = Gegentorschnitt, SO = Shutouts; Fett:  Bestwert
| Spielerin       | Verein                  | Sp | Min     | S  | N  | GT | GTS  | SVS | Sv%  | SO |
| --------------- | ----------------------- | -- | ------- | -- | -- | -- | ---- | --- | ---- | -- |
| Lisa Hemmerle   | Ingolstadt/Planegg      | 21 | 1261:14 | 18 | 3  | 21 | 1,0  | 402 | 95,0 | 7  |
| Jessica Ekrt    | Mad Dogs Mannheim       | 13 | 745:13  | 9  | 4  | 26 | 2,09 | 340 | 92,9 | 1  |
| Pia Surke       | EC Bergkamener Bären    | 17 | 984:05  | 2  | 13 | 56 | 3,41 | 586 | 91,3 | 1  |
| Carolin Walz    | KEC „Die Haie“          | 11 | 643:40  | 1  | 10 | 49 | 4,57 | 444 | 90,1 | 0  |
| Amelia Murray   | Eisbären Juniors Berlin | 10 | 540:23  | 5  | 5  | 28 | 3,11 | 237 | 89,4 | 1  |
| Saskia Serbest  | ECDC Memmingen Indians  | 15 | 865:14  | 8  | 7  | 32 | 2,22 | 250 | 88,7 | 1  |
| Lilly Günther   | Eisbären Juniors Berlin | 12 | 669:14  | 3  | 7  | 42 | 3,77 | 330 | 88,7 | 0  |
| Anahit Gazarian | KEC „Die Haie“          | 8  | 440:00  | 1  | 6  | 44 | 6,0  | 321 | 87,9 | 0  |

## Play-offs
| Halbfinale | Halbfinale             | Halbfinale |  |  | Finale | Finale                 | Finale |
|            |                        |            |  |  |        |                        |        |
| 1          | ESC Planegg            | 0          |  |  |        |                        |        |
| 4          | ERC Ingolstadt         | 3          |  |  |        |                        |        |
|            |                        |            |  |  | 2      | ECDC Memmingen Indians | 1      |
|            |                        |            |  |  | 4      | ERC Ingolstadt         | 3      |
| 2          | ECDC Memmingen Indians | 3          |  |  |        |                        |        |
| 3          | Mad Dogs Mannheim      | 1          |  |  |        |                        |        |
|            |                        |            |  |  |        |                        |        |

### Halbfinale

#### ECDC Memmingen – Mad Dogs Mannheim
| 26. Februar 2022 16:45 Uhr | ECDC Memmingen Indians Luisa Bottner (31:21) Marina Swikull (38:10) Daria Gleißner (80:00) | 3:2 n. P. (0:0,2:2,0:0,0:0,1:0) Spielbericht | Mad Dogs Mannheim Lola Liang (24:01) Luisa Welcke (35:29) | Eissporthalle am Hühnerberg, Memmingen Zuschauer: 324 |

| 27. Februar 2022 11:45 Uhr | ECDC Memmingen Indians Charlott Schaffrath (2:01) Mariah Hinds (29:18) | 2:3 n. V. (1:2,1:0,0:0,0:1) Spielbericht | Mad Dogs Mannheim Lilli Welcke (4:58) Lisa Heinz (18:30) Luisa Welcke (76:52) | Eissporthalle am Hühnerberg, Memmingen Zuschauer: 230 |

| 5. März 2022 19:45 Uhr | Mad Dogs Mannheim | 0:1 (0:1,0:0,0:0) Spielbericht | ECDC Memmingen Indians Sonja Weidenfelder (10:21) | SAP Arena, Mannheim Zuschauer: 350 |

| 6. März 2022 12:30 Uhr | Mad Dogs Mannheim Brooke Bonsteel (21:04) Luisa Welcke (24:50) | 2:3 n. V. (0:1,2:1,0:0,0:1) Spielbericht | ECDC Memmingen Indians Kassandra Roache (14:02) Daria Gleißner (26:22) Sonja Weidenfelder (60:49) | SAP Arena, Mannheim Zuschauer: 100 |

#### ESC Planegg – ERC Ingolstadt
| 26. Februar 2022 20:00 Uhr | ESC Planegg | 0:1 (0:1,0:0,0:0) Spielbericht | ERC Ingolstadt Jule Schiefer (7:39) | Eisstadion, Miesbach Zuschauer: 120 |

| 27. Februar 2022 17:15 Uhr | ERC Ingolstadt Jule Schiefer (22:51) Jule Schiefer (26:40) Sorsha Sabus (27:08) | 3:2 (0:0,3:1,0:1) Spielbericht | ESC Planegg Franziska Feldmeier (27:31) Kathrin Lehmann (59:08) | Saturn-Arena, Ingolstadt Zuschauer: 105 |

| 5. März 2022 17:00 Uhr | ESC Planegg Rebecca Orendorz (58:04) | 1:2 n. P. (0:0,0:1,1:0,0:0,0:1) Spielbericht | ERC Ingolstadt Bernadette Karpf (21:08) Bernadette Karpf (80:00) | Eisstadion, Grafing Zuschauer: 150 |

### Finale
| 12. März 2022 17:15 Uhr | ECDC Memmingen Indians Kassandra Roache (7:02) Marina Swikull (54:20) Lena Kartheininger (73:44) | 3:2 n. V. (1:1,0:0,1:1,1:0) Spielbericht | ERC Ingolstadt Tanja Eisenschmid (15:24) Jule Schiefer (42:18) | Eissporthalle am Hühnerberg, Memmingen Zuschauer: 530 |

| 13. März 2022 17:15 Uhr | ERC Ingolstadt Sorsha Sabus (2:37) Jule Schiefer (2:47) Bernadette Karpf (59:59) | 3:1 (2:1,0:0,1:0) Spielbericht | ECDC Memmingen Indians Laura Kluge (7:26) | Saturn-Arena, Ingolstadt Zuschauer: 486 |

| 19. März 2022 17:15 Uhr | ECDC Memmingen Indians Sonja Weidenfelder (57:41) Kassandra Roache (59:32) | 2:4 (0:1,0:0,2:3) Spielbericht | ERC Ingolstadt Celina Haider (11:14) Jule Schiefer (48:36) Marie Delarbre (49:25) Nicola Eisenschmid (58:41) | Eissporthalle am Hühnerberg, Memmingen Zuschauer: 1021 |

| 20. März 2022 14:45 Uhr | ERC Ingolstadt Theresa Wagner (14:09) Franziska Brendel (15:17) Jule Schiefer (27:06) Nicola Eisenschmid (54:55) | 4:0 (2:0,1:0,1:0) Spielbericht | ECDC Memmingen Indians | Saturn-Arena, Ingolstadt Zuschauer: 515 |

### Beste Scorerinnen
Abkürzungen:  Sp = Spiele, T = Tore, V = Assists, Pkt = Punkte, SM = Strafminuten; Fett:  Bestwert
| Spielerin          | Team              | Sp | T | V | Pkt | SM |
| ------------------ | ----------------- | -- | - | - | --- | -- |
| Jule Schiefer      | ERC Ingolstadt    | 7  | 6 | 5 | 11  | 4  |
| Tanja Eisenschmid  | ERC Ingolstadt    | 7  | 1 | 8 | 9   | 10 |
| Sonja Weidenfelder | ECDC Memmingen    | 8  | 3 | 3 | 6   | 6  |
| Nicola Eisenschmid | ERC Ingolstadt    | 7  | 2 | 4 | 6   | 8  |
| Celina Haider      | ERC Ingolstadt    | 7  | 1 | 5 | 6   | 15 |
| Bernadette Karpf   | ERC Ingolstadt    | 7  | 3 | 2 | 5   | 0  |
| Theresa Wagner     | ERC Ingolstadt    | 7  | 1 | 4 | 5   | 4  |
| Luisa Welcke       | Mad Dogs Mannheim | 4  | 3 | 1 | 4   | 0  |
| Kassie Roache      | ECDC Memmingen    | 8  | 3 | 1 | 4   | 16 |
| Daria Gleißner     | ECDC Memmingen    | 6  | 2 | 2 | 4   | 6  |

### Beste Torhüterinnen
Quelle: gamepitch.de; Abkürzungen:  Sp = Spiele, Min = Eiszeit (in Minuten), GT = Gegentore, Sv% = gehaltene Schüsse (in %), GTS = Gegentorschnitt, SO = Shutouts; Fett:  Bestwert
| Spielerin      | Verein     | Sp | Min    | S | N | GT | GTS  | SaT | SVS | Sv%   | SO |
| -------------- | ---------- | -- | ------ | - | - | -- | ---- | --- | --- | ----- | -- |
| Lisa Hemmerle  | Ingolstadt | 7  | 452:46 | 6 | 1 | 9  | 1,19 | 199 | 190 | 95,48 | 2  |
| Jessica Ekrt   | Mannheim   | 4  | 277:22 | 1 | 3 | 8  | 1,73 | 135 | 127 | 94,07 | 0  |
| Sofie Disl     | Planegg    | 2  | 117:59 | 0 | 2 | 4  | 2,03 | 45  | 41  | 91,11 | 0  |
| Emma Schweiger | Memmingen  | 8  | 525:55 | 4 | 4 | 18 | 2,05 | 217 | 199 | 91,71 | 1  |

## Meisterkader
| Deutscher Meister ERC Ingolstadt | Tor: Lisa Geml, Lisa Hemmerle, Julia Huber, Dominique Quint Verteidigung: Franziska Brendel, Lena Düsterhöft, Regina Egert, Tanja Eisenschmid, Jessica Hammerl, Nadine Königer, Solveig Neunzert, Carina Pielmeier-Hoffmann, Sorsha Sabus, Ann-Kathrin Voog Sturm: Eva Byszio, Marie Delarbre, Nicola Eisenschmid, Celina Haider, Bernadette Karpf, Lucy Klein, Tamara Lan Yee Chiu, Elisa Matschke, Jule Schiefer, Theresa Wagner, Vivien Wallner Trainerstab: Christian Sohlmann, Günter Byszio, Patrick Rosenstock |

## Unterklassige Ligen
Unterhalb der vom DEB organisierten Bundesliga gibt es unterschiedliche, von Landesverbänden organisierte Frauenligen. Dabei sollen nach den Durchführungsbestimmungen der Bundesliga die bestplatzierten aufstiegsberechtigten Mannschaften der 2. Liga Nord und der Landesliga Bayern, die offiziell als 2. Liga Süd gilt, Aufstiegsspiele zur Frauen-Bundesliga 2022/23 durchführen.

### 2. Ligen

#### 2. Liga Nord
Die 2. Liga Nord wird vom Eishockeyverband NRW organisiert und bestimmt einen Qualifikanten für die Aufstiegsspiele zur Bundesliga, für die allerdings die 1b-Mannschaften nicht zugelassen sind. Entsprechend der Durchführungsbestimmungen können sich auch Mannschaften für den Spielbetrieb bewerben, die nicht in Nordrhein-Westfalen oder einem anliegenden Bundesland angesiedelt sind.
| Platz | Mannschaft                | Spiele | S | OTS | OTN | N  | Tore  | Punkte |
| ----- | ------------------------- | ------ | - | --- | --- | -- | ----- | ------ |
| 1.    | EC Hannover Indians       | 11     | 7 | 0   | 0   | 1  | 55:26 | 18     |
| 2.    | ERV Dinslakener Kobras    | 11     | 5 | 0   | 0   | 3  | 33:20 | 14     |
| 3.    | EC Bergkamen 1b           | 10     | 5 | 0   | 0   | 4  | 58:37 | 11     |
| 4.    | Cold Play Sharks Mechelen | 12     | 5 | 0   | 0   | 6  | 32:29 | 12     |
| 5.    | EC Bergisch Land          | 9      | 4 | 0   | 0   | 4  | 29:36 | 9      |
| 6.    | KEC „Die Haie“ 1b         | 11     | 5 | 0   | 0   | 4  | 30:42 | 10     |
| 7.    | Grefrather EC 2001        | 12     | 1 | 0   | 0   | 10 | 16:63 | 2      |

Abkürzungen: S = Sieg nach regulärer Spielzeit, OTS = Sieg nach Overtime, OTN = Niederlage nach Overtime, N = Niederlage nach regulärer Spielzeit

#### Landesliga Bayern
Die Landesliga Bayern gilt auch als „2. Liga Süd“ und bestimmt daher auch den zweiten Teilnehmer an den Aufstiegsspielen zur Bundesliga. Sie ist in der Saison 2021/22 in zwei Gruppen unterteilt und wird vom Bayerischen Eissport-Verband organisiert.
Teilnehmende Mannschaften:

##### Landesliga Gruppe 1
| Platz | Mannschaft                | Spiele | S | OTS | OTN | N | Tore  | Punkte |
| ----- | ------------------------- | ------ | - | --- | --- | - | ----- | ------ |
| 1.    | EKU Mannheim              | 10     | 9 | 0   | 0   | 1 | 30:17 | 27     |
| 2.    | EV Königsbrunn            | 10     | 7 | 0   | 0   | 3 | 35:21 | 21     |
| 3.    | ESV Kaufbeuren            | 10     | 5 | 0   | 1   | 4 | 30:28 | 16     |
| 4.    | SC Bietigheim-Bissingen   | 10     | 3 | 1   | 0   | 6 | 30:31 | 11     |
| 5.    | ESC River Rats Geretsried | 10     | 1 | 2   | 1   | 6 | 15:24 | 8      |
| 6.    | EC Bad Tölz               | 10     | 2 | 0   | 1   | 7 | 22:41 | 7      |

##### Landesliga Gruppe 2
| Platz | Mannschaft                        | Spiele | S | OTS | OTN | N | Tore  | Punkte |
| ----- | --------------------------------- | ------ | - | --- | --- | - | ----- | ------ |
| 1.    | ERC Sonthofen                     | 10     | 7 | 2   | 0   | 1 | 43:20 | 25     |
| 2.    | Dingolfinger EC                   | 10     | 7 | 1   | 1   | 1 | 45:18 | 24     |
| 3.    | VfR München-Angerlohe             | 10     | 6 | 0   | 2   | 2 | 40:21 | 20     |
| 4.    | EHC Ulm/Neu-Ulm                   | 10     | 4 | 0   | 0   | 5 | 47:40 | 15     |
| 5.    | SG ESG Esslingen / ESC Hügelsheim | 10     | 2 | 0   | 0   | 8 | 21:41 | 6      |
| 6.    | EV Ravensburg                     | 10     | 0 | 0   | 0   | 9 | 16:72 | 0      |

### Weitere Ligen
Der Eishockeyverband NRW hat seine Frauenligen unterhalb der 2. Liga Nord in der Saison 2021/22 aufgrund der Covid-19-Pandemie zu einer gemeinsamen Liga, der in zwei Staffeln spielenden Verbandsliga NRW, zusammengelegt.
Weitere Ligen existierten vom Eissportverband Baden-Württemberg und vom Niedersächsischen Eissport-Verband („1. Frauenliga Nordost“).

#### 1. Frauenliga Nordost
| Platz | Mannschaft         | Spiele | S | OTS | OTN | N | Tore  | Punkte |
| ----- | ------------------ | ------ | - | --- | --- | - | ----- | ------ |
| 1.    | FASS Berlin        | 9      | 9 | 0   | 0   | 0 | 75:13 | 27     |
| 2.    | ETC Crimmitschau   | 10     | 7 | 0   | 1   | 2 | 52:29 | 22     |
| 3.    | Hamburger SV       | 9      | 5 | 1   | 1   | 2 | 39:32 | 18     |
| 4.    | Altonaer SV        | 10     | 3 | 0   | 0   | 7 | 21:34 | 9      |
| 5.    | REV Bremerhaven    | 10     | 2 | 1   | 0   | 7 | 21:47 | 8      |
| 6.    | Crocodiles Hamburg | 10     | 1 | 0   | 0   | 9 | 17:70 | 3      |